# Justicia strigilis
Justicia strigilis är en akantusväxtart som beskrevs av Raymond Benoist. Justicia strigilis ingår i släktet Justicia och familjen akantusväxter. Inga underarter finns listade i Catalogue of Life.